# Миоритическое пространство
«Миорити́ческое пространство» (рум. Spațiul mioritic) — философское эссе 1936 года румынского поэта, философа и дипломата Лучиана Благи. В этой работе автор развивает оригинальную концепцию о «пространственной матрице» культуры — бессознательном восприятии пространства, которое формирует характер искусства, мифологии и мировоззрения народа.
Книга входит в состав «Трилогии культуры», наряду с трудами «Горизонт и стиль» (1935) и «Генезис метафоры и смысл культуры» (1937).

## От восприятия пространства к типологии культур
Блага начинает с анализа того, как музыкальные произведения (например, кантаты Баха или русские народные песни) выражают не только эмоции, но и особые «пространственные горизонты». Эти горизонты — не физический ландшафт, а внутренне переживаемые структуры пространственности, такие как бескрайняя степь (в русской песне), вертикальный массив (в альпийской культуре), или плавный рельеф холмов и долин (в румынской дойне):
«В музыке Баха… звучит пространственный горизонт, и притом особого рода: бесконечный горизонт, бесконечный во всех его составляющих измерениях!»
…в русской песне слышится нечто от тоски души… мучительное отчаяние перед необъятным… Бесконечный простор степи как фон и перспектива русской песни.
Дойна… пробуждает образ особого горизонта — высокого, ритмичного и бесконечного, состоящего из чередующихся холмов и долин.
Оригинальный текст (рум.)În muzica lui Bach... un orizont spaţial, şi încă unul de o structură cu totul specifică: orizontul infinit, infinit în toate dimensiunile sale alcătuitoare!

…în cântecul rusesc răsună ceva din tristeţea unui suflet… deznădejdea sfâşietoare a denecuprinsului… Planul infinit al stepei, ca fundal şi perspectivă a cântecului rusesc.

O doină… evocă un orizont specific: orizontul înalt, ritmic şi indefinit alcătuit din deal şi vale.
Исходя из этого наблюдения, Блага формулирует более общее философское положение: каждое сообщество несёт в себе бессознательно сформированную «пространственную матрицу» (рум. spațiu-matrice), которая влияет на стиль жизни, мифологию, архитектуру и художественные формы:
«Пространственный горизонт бессознательного может сыграть решающую роль в формировании стилистической структуры культуры»
Оригинальный текст (рум.)Orizontul spaţial al inconştientului... poate dobândi rolul de factor determinant pentru structura stilistică a unei culturi.

## Концепция «миоритического пространства»

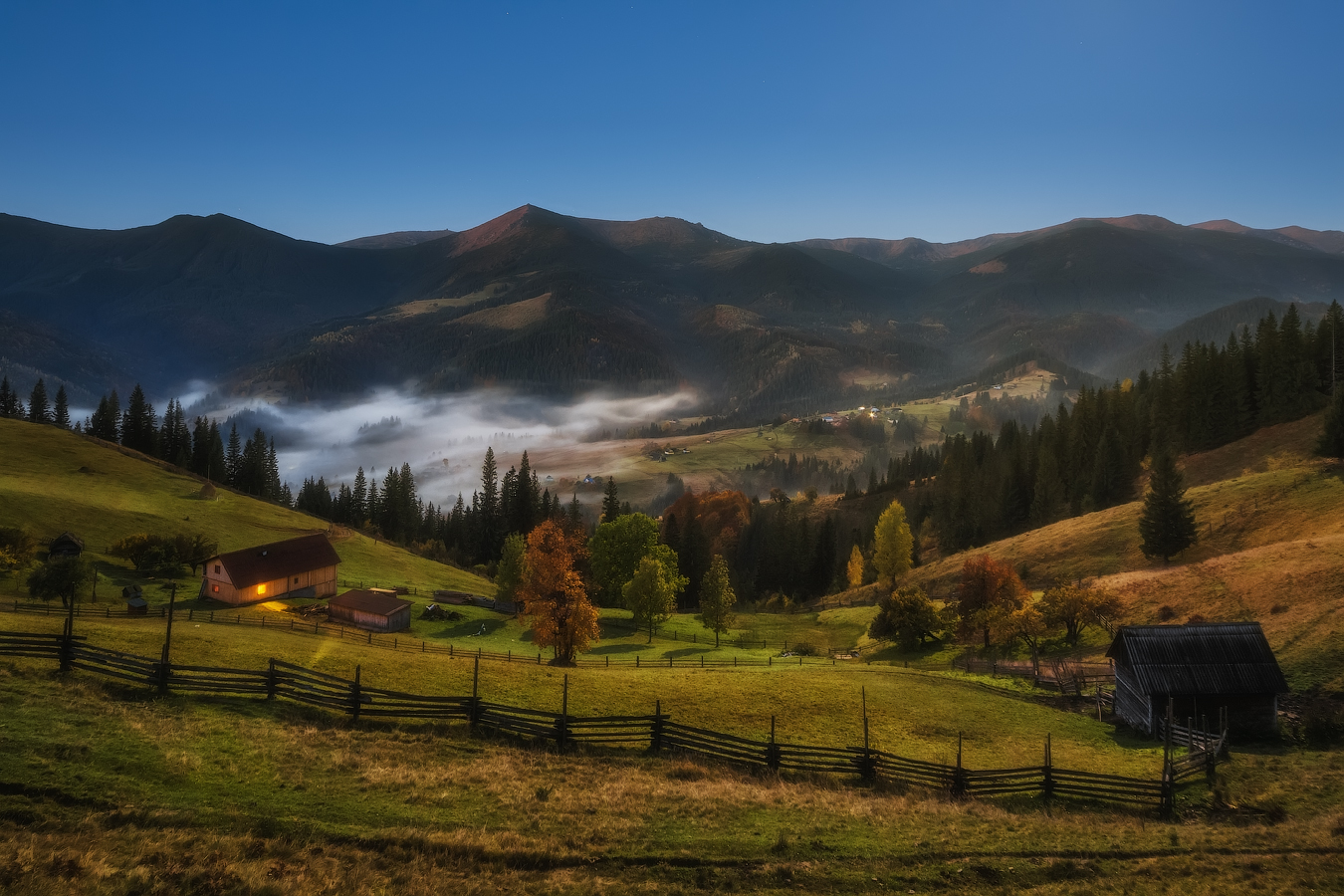
Карпатский пейзаж

Для румынской культуры Блага вводит понятие «миоритического пространства» — специфической пространственной матрицы, символически выраженной в народной балладе «Миорица». Это пространство описывается как плавное, волнообразное, ритмически повторяющееся — аналог географического рельефа холмов и долин, характерного для карпатского ландшафта: 
«Назовём эту пространственную матрицу, возвышенную и бесконечно волнистую… миоритическим пространством..
Эта душа отдаётся под покровительство судьбы с бесчисленными холмами и долинами… которая, символически говоря, рождается на плае, достигает вершины на плае и завершает путь на плае»
Оригинальный текст (рум.)Să numim acest spaţiu-matrice, înalt şi indefinit ondulat... spaţiu mioritic...

Sufletul acesta se lasă în grija tutelară a unui destin cu indefinite dealuri şi văi... care, simbolic vorbind, descinde din plai, culminează pe plai şi sfârşeşte pe plai.
По мысли Благи, румынское восприятие судьбы оформляется именно в этом пространстве: не как трагическая борьба, а как органичное и плавное течение, где радость и страдание чередуются, словно подъёмы и спуски рельефа. Движение в миоритическом пространстве не стремительно и не вертикально, а постепенное, ритмичное — в такт «вечной дойны».
Даже когда румыны покидают горные регионы и переселяются на равнины, утверждает Блага, они сохраняют духовную привязанность к своему изначальному пространству — к «плаю», пастушеской родине. Эта ностальгия выражается в песнях, архитектуре, ритмах фольклора и глубинных формах мировосприятия.
Блага подчёркивает, что румынская культура возникла в тот момент, когда её коллективное бессознательное «кристаллизовало» свою уникальное пространственную матрицу. Это, по его мнению, обеспечивает устойчивость идентичности народа, несмотря на исторические перемены — смену языков, форм правления и культурных влияний.

## Критика морфологии культуры
Блага полемизирует с представителями морфологии культуры, такими как Освальд Шпенглер и Лео Фробениус, которые связывали развитие культурных стилей с конкретными географическими условиями. Блага утверждает, что ключевую роль играет не сам физический пейзаж, а бессознательная интерпретация пространства — то есть то, как народ его символически структурирует и переживает:
"Пейзаж играет лишь периферийную роль в формировании пространства-матрицы… В одном и том же пейзаже могут сосуществовать души, бессознательно настроенные на совершенно разные пространственные матрицы.
Оригинальный текст (рум.)Peisajul ar juca un rol periferial în constituirea spaţiului-matrice... În unul şi acelaşi peisaj pot să coexiste suflete fixate inconştient asupra unor spaţii-matrice cu totul diferite.
Таким образом, две культуры, обитающие в одном ландшафте, могут формировать совершенно разные стили и мироощущения, если их внутреннее восприятие пространства различается. Блага настаивает: не внешнее, а внутреннее, не география, а метафизика пространства определяет облик культуры.

## Примеры и культурные следствия
Блага приводит примеры того, как миоритическое пространство проявляется в различных областях румынской культуры:
- В архитектуре: традиционный румынский дом не стремится к вертикали (как готика) и не расширяется вширь (как русский), а сохраняет пропорциональный баланс, отражающий волнообразный ритм пространственной матрицы.
- В поэзии и фольклоре: предпочтение отдается ритмике с плавным чередованием сильных и слабых долей — аналог чередования холмов и долин;
- В религии: доминирует органичное восприятие жизни и смерти, лишённое героической трагедии. Румынская православная традиция интерпретирует судьбу не как борьбу, а как циклическое следование ритму бытия.

Эти черты, по Благе, не сводятся к простым географическим влияниям, а формируют национальный стиль мышления, пронизывающий все культурные проявления — от языка и музыки до метафизики и архитектуры.

## Значение
Концепция «миоритического пространства» стала одной из центральных категорий румынской философии культуры XX века. Она предложила оригинальное объяснение национальной идентичности не только в историко-политическом м контексте, но и через пространственно-антропологический подход.
Эта идея оказала глубокое влияние на румынскую философию, литературу, этнологию и эстетику. Она нашла применение в  исследованиях фольклора, национальной ментальности, ритмики народной поэзии , а также в архитектурных и геопоэтических теориях. В философии культуры концепция Благи рассматривается как попытка создания автохтонной теории идентичности, сочетающей философскую глубину с поэтической выразительностью.
Несмотря на популярность, концепция подвергалась критике за эссенциализм и поэтическую абстрактность. Некоторые исследователи отмечали, что привязка культурной идентичности к географическому рельефу ведёт к статичному восприятию национального характера.
Уже в межвоенный период представители следующего поколения интеллектуалов — Мирча Вулкэнеску, Мирча Элиаде и другие — развивали более конкретные и социокультурные подходы, расширяя рамки, заданные Благой.
Термин «миоритический» вошёл в научный и публицистический оборот, обозначая румынское пасторальное культурное пространство, ассоциированное с балладой «Миорица» и карпатским ландшафтом.